# Jujutsu Kaisen
Jujutsu Kaisen (呪術廻戦? ungefär "Trolldomsstrid") är en japansk mangaserie skriven och illustrated av Gege Akutami. Serien publicerades i shōnen manga-magasinet Weekly Shōnen Jump från förlaget Shueisha från mars 2018 till september 2024, och kapitlen har samlats i 30 tankōbon-volymer. Berättelsen följer gymnasieeleven Yuji Itadori som går med i en hemlig organisation för jujutsu-trollkarlar för att förgöra en mäktig demon vid namn Ryomen Sukuna. Jujutsu Kaisen är en uppföljare till Akutamis tidigare verk Tokyo Metropolitan Curse Technical School, serialized som publicerades i Jump Giga från april till juli 2017.Det samlades senare i en enda tankōbon-volym i december 2018, och fick då retroaktivt titeln Jujutsu Kaisen 0.

## Produktion

### Utveckling
Mangaskaparen Gege Akutami publicerade först Tokyo Metropolitan Curse Technical School, en serie i fyra kapitel som gavs ut i magasinet Jump Giga från 28 april till 28 juli 2017. Serien kom senare att fungera som en prolog till Jujutsu Kaisen och fick titeln Jujutsu Kaisen 0. Enligt Hiroyuki Nakano, chefredaktör för Weekly Shōnen Jump, fick Jujutsu Kaisen enhälligt godkännande av seriens publiceringskommitté. Serien debuterade i Weekly Shōnen Jump den 5 mars 2018.
Akutami har uppgett att Neon Genesis Evangelion influerat de mytologiska inslagen i serien, och nämner även skräckfilmer och filmer i found footage-stil som inspirationskällor. Akutami ser särskilt upp till Yoshihiro Togashi, skapare och författare av YuYu Hakusho och Hunter × Hunter,  och har uttryckt en önskan att efterlikna hans tecknarstil så nära som möjligt. Författaren beundrar även Tite Kubo, skaparen av serien Bleach, och har i en intervju med honom diskuterat likheterna mellan deras verk.  Andra mangaskapare som influerat Akutami är bland andra Masashi Kishimoto (Naruto) och Yusuke Murata (illustratör till Eyeshield 21 och One-Punch Man).
Magisystemet i Jujutsu Kaisen är i stor utsträckning inspirerat av Hunter × Hunter, vars stridsscener enligt Akutami "förkastar känslomässiga argument". Samtidigt uppger han att han, likt Daisuke Ashihara – skaparen av World Trigger, vars magisystem också liknar Togashis verk – försökte hitta och utveckla en egen stil. Akutami har särskilt kommenterat att det första kapitlet var en blandning av Bleach och Naruto. Han har i efterhand uttryckt ånger över vissa beslut i inledningskapitlet, bland annat att Yujis farfar endast förekom under en kort sekvens.
I oktober 2020 uppgav Akutami att seriens slut och huvudskeden redan var planerade, men att vägen däremellan fortfarande var ”ganska fri”. I februari 2021 sade Akutami att serien troligen skulle avslutas inom två år, men tillade att han inte kände någon säkerhet i det påståendet. Han visste hur berättelsen för Megumi Fushiguro skulle sluta, men inte för Sukuna. Den 9 juni 2021 meddelades att mangan skulle ta en paus på grund av författarens hälsoproblem, men serien återupptogs redan den 2 augusti samma år.
I december 2022 antydde Akutami att mangan skulle avslutas inom ett år, och sade under evenemanget Jump Festa '23: ”Om ni följer mig i upp till ett år till (förmodligen) blir jag mycket glad.” Vid Jump Festa ’24 i december 2023 skrev Akutami i en handskriven kommentar att det troligen var det sista Jump Festa-evenemanget där serien fortfarande var i gång som följetong, vilket antydde att den skulle avslutas under 2024. Serien avslutades den 30 september samma år.

## Media

### Manga
Jujutsu Kaisen, skriven och illustrerad av Gege Akutami, publicerades som följetong i förlaget Shueishas tidning Weekly Shōnen Jump från den 5 mars 2018 till den 30 september 2024. Kapitlen samlades och gavs ut av Shueisha i 30 enskilda tankōbon-volymer, som utkom mellan den 4 juli 2018 och den 25 december 2024. Den sista volymen innehåller 16 sidor med fyra nytecknade epiloger, med fokus på karaktärerna Yūko Ozawa, Uraume, Nobara Kugisaki och Panda.
Shueisha började samtidigt publicera serien på engelska via appen och webbplatsen Manga Plus i januari 2019. Viz Media publicerade de tre första kapitlen inom ramen för sin satsning "Jump Start". I mars 2019 tillkännagav Viz Media att serien även skulle ges ut i tryckt form i Nordamerika. Den första volymen utkom den 3 december 2019. Fram tills den 20 maj 2025 har 26 volymer släppts.

### Böcker
Två romaner skrivna av Ballad Kitaguni har getts ut under etiketten Jump J-Books. Den första, Jujutsu Kaisen: Summer of Ashes, Autumn of Dust (呪術廻戦　逝く夏と還る秋 Jujutsu Kaisen Iku Natsu to Kaeru Aki?), publicerades den 1 maj 2019. Den andra romanen, Jujutsu Kaisen: Thorny Road at Dawn (呪術廻戦　夜明けのいばら道 Jujutsu Kaisen: Yoake no Ibara Michi?), gavs ut den 4 januari 2020. I februari 2022 meddelade Viz Media att man hade licensierat romanerna för utgivning på engelska. Jujutsu Kaisen: Summer of Ashes, Autumn of Dust gavs ut på engelska den 27 december 2022, och Jujutsu Kaisen: Thorny Road at Dawn släpptes den 25 april 2023.

### Anime
En animerad tv-serie i 24 avsnitt, producerad av MAPPA, sändes under MBS:s segment Super Animeism samt på TBS från den 3 oktober 2020 till den 27 mars 2021. 
En andra säsong, bestående av 23 avsnitt, sändes från den 6 juli till den 28 december 2023.
Efter finalavsnittet i säsong två tillkännagavs en uppföljare som kommer att täcka Culling Game-berättelsebågen. Formatet specificerades dock inte.

### Spel-versioner
I juni 2021 tillkännagavs ett gratis mobilspel med titeln Jujutsu Kaisen: Phantom Parade, utvecklat av Sumzap. Spelet var planerat att släppas under 2022, men försenades till den 21 november 2023, följt av en internationell lanseringen den 7 november 2024.
Ett samarbete med PlayerUnknown's Battlegrounds (PUBG Mobile) tillkännagavs i augusti 2021. Samarbetet blev tillgängligt globalt – med undantag för Japan och Kina – under perioden 15 februari till 15 mars 2022.
Ett fightingspel med titeln Jujutsu Kaisen: Cursed Clash, utvecklat av Byking och Gemdrops och utgivet av Bandai Namco Entertainment, presenterades i juli 2023. Spelet släpptes den 2 februari 2024 tillNintendo Switch, PlayStation 4, PlayStation 5, Windows (via Steam), Xbox One och Xbox Series X/S.
Klädsel inspirerad av rollfigurerna Yuji Itadori, Satoru Gojo, Megumi Fushiguro och Nobara Kugisaki lanserades som kosmetiska föremål ("skins") till spelet Mobile Legends: Bang Bang den 18 februari 2023, och Fortnite Battle Royal den 8 augusti samma år. I ett tidsbegränsat samarbete med Honor of Kings blev Yujis och Satorus dräkter tillgängliga den 1 november 2024, tillsammans med andra tematiska inslag baserade på serien, såsom ett förtrollat slagfält, ny inloggningsskärm, rankinglista och laddningsskärmar.

## Anteckningar
1. ↑   (呪術 Jujutsu?) translates as "sorcery", while Kaisen is a coined word by the author, combining two kanji;  (廻 kai?, "to rotate") and  (戦 sen?, "battle").[1]
2. ↑  MBS listed the air dates for the series on Friday at 25:25, which is effectively Saturday at 1:25 a.m. JST.[32]